# Заозерщина (Октябрьский район)
Заозерщина (бел. Заазершчына) — деревня в Протасовском сельсовете Октябрьского района Гомельской области Беларуси.
Кругом лес.

## География

### Расположение
В 26 км на северо-восток от городского посёлка Октябрьский, 13 км от железнодорожной станции Рабкор (на ветке Осиповичи — Рабкор от линии Осиповичи — Жлобин), 170 км от Гомеля.

## Транспортная сеть
Транспортные связи по просёлочной, затем автомобильной дороге Октябрьский — Паричи. Строения деревянные, усадебного типа.

## История
Основана в начале XX века переселенцами из соседних деревень. В 1908 году в Рудобельской волости Бобруйского уезда Минской губернии. В 1929 году жители вступили в колхоз. Во время Великой Отечественной войны немецкие оккупанты в апреле 1942 года полностью сожгли деревню и убили 21 жителя. 9 жителей погибли на фронте. Согласно переписи 1959 года в составе колхоза «Восток» (центр — деревня Моисеевка).

## Население

### Численность
- 2004 год — 3 хозяйства, 5 жителей.

### Динамика
- 1908 год — 5 дворов, 44 жителя.
- 1917 год — 68 жителей.
- 1940 год — 21 двор, 95 жителей.
- 1959 год — 90 жителей (согласно переписи).
- 2004 год — 3 хозяйства, 5 жителей.